# Caernarfon Castle
Caernarfon Castle (auch Caernarvon, walisisch Castell Caernarfon) ist eine Burgruine in Gwynedd in Wales. Die als Kulturdenkmal der Kategorie Grade I klassifizierte und als Scheduled Monument geschützte Ruine gilt als ein herausragendes Beispiel für die europäische Militärarchitektur des späten 13. und frühen 14. Jahrhunderts und gehört zum Weltkulturerbe der UNESCO.

## Lage
Die Burg liegt am südlichen Ende der Menaistraße (engl. Menai Strait) zwischen Nordwales und der Insel Anglesey. Zusammen mit Beaumaris Castle auf Anglesey, das am nördlichen Ende der Menai Strait liegt, konnte von der Burg aus diese strategisch wichtige Wasserstraße zwischen der west- und der nordwalisischen Küste kontrolliert werden. Anglesey war zudem die Kornkammer von Wales, die ganz Nordwales mit versorgte, so dass im Falle eines walisischen Aufstands die beiden Burgen die Getreideversorgung von Nordwales unterbrechen konnten. Die Burg liegt nördlich der Mündung des River Seiont in die Menaistraße, durch ihre Lage konnte sie im Verteidigungsfall mit Schiffen versorgt werden. Nördlich der Burg liegt die ebenfalls von Eduard I. gegründete befestigte Stadt Caernarfon.

## Geschichte
Der Überlieferung nach befand sich bereits im 9. Jahrhundert in der walisisch Caer Seiont genannten Siedlung die Residenz von Rhodri dem Großen. Eine erste Burg wurde als Motte um 1090 von Hugh d’Avranches errichtet. 1115 wurde die Burg durch die Waliser erobert, danach blieb sie im Besitz der Fürsten von Gwynedd.
Während seines zweiten Feldzugs gegen Gwynedd erreichte der englische König Eduard I. von Chester aus im Mai 1283 Caernarfon. Bereits im Juni 1283 begannen die Bauarbeiten für die neue Burg und die neue Stadt. Die bisherige walisische Siedlung wurde zerstört, die Bewohner vertrieben. Die neue Stadt und die neue Burg sollten die Hauptstadt des neuen, von englischen Fürsten regierten Wales werden und einen englischen Siedlungsschwerpunkt in der Region bilden, die bisher zum walisischen Kernland gehörte. Vermutlich wurde Eduard bei der Wahl des Standorts der neuen Hauptstadt durch das unweit gelegene römische Kastell Segontium, das eng mit dem römischen Kaiser Magnus Maximus verbunden ist, beeinflusst. Weitere symbolische Bedeutung erhielt die Burg durch die Geburt von Eduards Sohn Eduard, der wahrscheinlich 1284 in der Burg und damit in Wales geboren wurde. Der König erhob seinen Sohn 1301 zum ersten englischen Prince of Wales, also zum Fürsten von Wales, und bekräftigte damit seinen Anspruch auf die eroberten walisischen Fürstentümer.
Die Pläne für die Burg entwarf James of St. George, der auch der Baumeister der anderen neuen Königsburgen in Wales war. In der ersten Bauphase wurden bis 1294 der Burggraben ausgehoben sowie der Eagle Tower, die Stadtmauern und die südliche Außenmauer der Burg vollendet. Die zur Stadt gelegene Nordseite war nur durch den weiten Burggraben geschützt, als während des walisischen Aufstands von 1294 die Rebellen unter Madog ap Llywelyn die Stadtmauern und anschließend den Burggraben überrannten und so die Burg eroberten. Sie ermordeten grausam den Constable der Burg, Roger de Pulesdon, brannten die Burg nieder und beschädigten die Stadtmauern. Nach der Niederschlagung der Rebellion war die Burg im Sommer 1295 wieder in englischer Hand, und am 11. November 1295 begann der Weiterbau. Die beschädigten Mauern wurden repariert und die fehlende Nordmauer mit dem King’s Gate gebaut. Mit einer Unterbrechung von 1300 bis 1304 wegen des Krieges gegen Schottland wurden die Bauarbeiten bis 1330 fortgeführt, ehe sie eingestellt wurden. Seitdem blieb die Burg fast unverändert. Von den £ 80.000, die für den Bau der walisischen Burgen Eduards I. ausgegeben wurden, wurden bis 1330 über £ 25.000 für den Bau von Caernarfon Castle aufgewendet.
Entgegen den Plänen Eduards I. diente die Burg jedoch nie als Residenz der englischen Fürsten von Wales, nur Otton de Grandson, der Justiciar von Nordwales nutzte die Burg zeitweilig als Residenz. Eduards Sohn Eduard II. kehrte als Erwachsener nie nach Caernarfon zurück. In der Mitte des 14. Jahrhunderts war die Burg zwar mit einer 36 Mann starken Garnison besetzt, diente ansonsten jedoch nur als Magazin für die anderen königlichen Burgen in Wales. Während der Rebellion von Owain Glyndŵr konnte die Besatzung trotz der Eroberung des gesamten Umlandes die Burg halten und wehrte 1403 und 1404 zwei Belagerungen durch die Rebellen ab. Im Gegensatz zu den meisten anderen walisischen Burgen wurde die Burg auch nach Ende der Rebellion und nach den Rosenkriegen instand gehalten, erst gegen Ende des 16. Jahrhunderts verfiel sie.

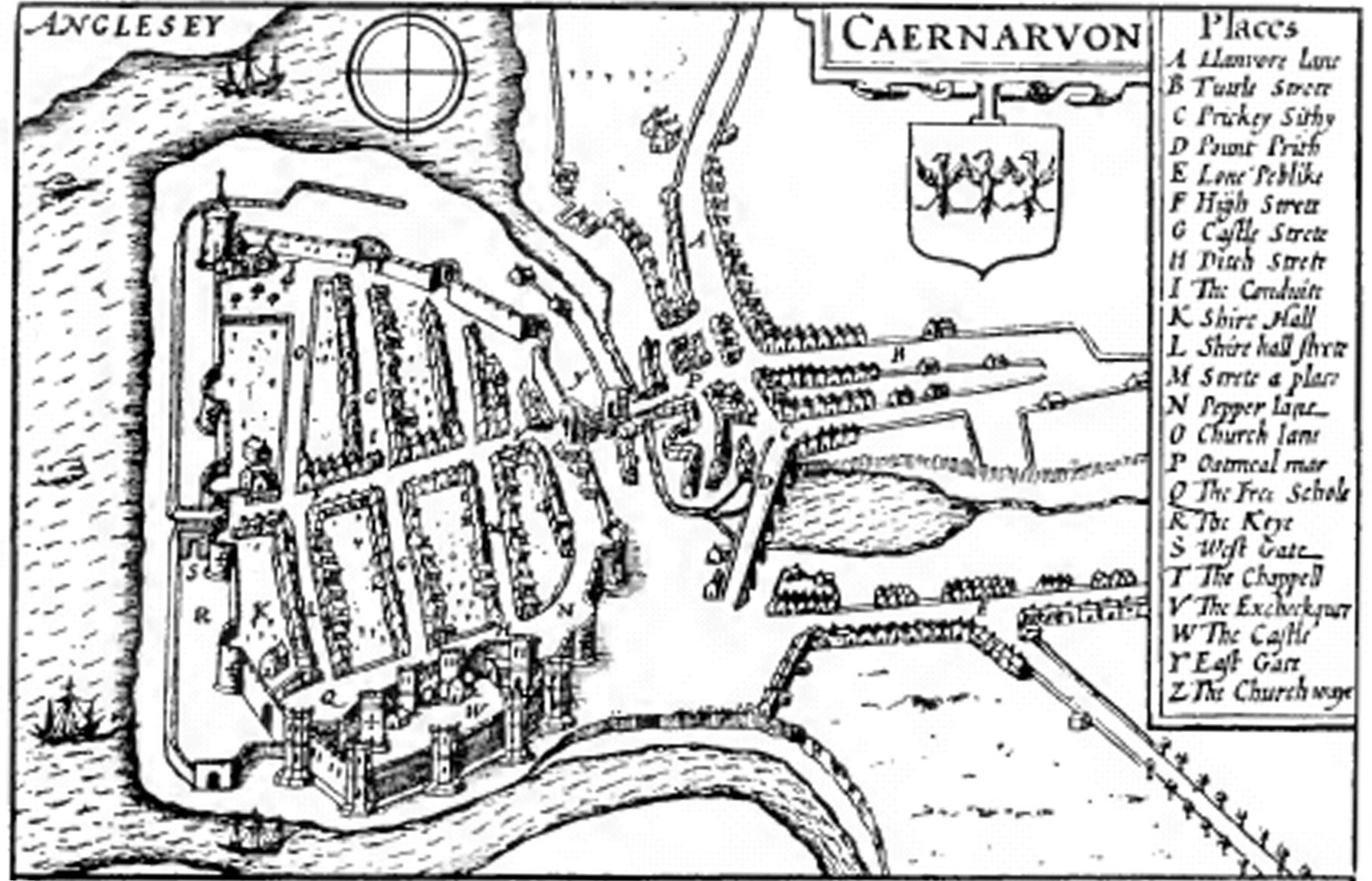
Historische Darstellung der Burg (W) im Süden der Stadt

Während des englischen Bürgerkriegs wurde die Burg von royalistischen Truppen besetzt. Sie wurde von Parlamentstruppen erobert, von den Royalisten zurückerobert, erst 1646 ergab sich schließlich die royalistische Besatzung den Parlamentstruppen. Eine 1660 von König Karl II. angeordnete Schleifung der Burg wurde nicht ausgeführt, vermutlich wurden nur die Gebäude in den Burghöfen abgerissen. In den folgenden Jahrhunderten verfiel die Burg weiter. Ab 1840 begannen unter Aufsicht von Anthony Salvin Restaurierungsarbeiten. Ab 1870 wurden der Well Tower und andere Teile der Burg restauriert, weitere Arbeiten wurden ab 1908 durchgeführt, um die Burg für die erstmals in ihr vorgenommene Einsetzung des Thronfolgers Eduard als Prince of Wales vorzubereiten. Diese fand am 13. Juli 1911 statt. Die zweite feierliche Investitur zum Prince of Wales fand am 1. Juli 1969 in der Burg statt, als Prinz Charles diesen Titel erhielt.
Zusammen mit drei weiteren Burgen sowie der Stadtmauer von Conwy wurden die Burg und die Stadtmauer von Caernarfon 1986 in das Weltkulturerbe der UNESCO aufgenommen. Die Burg wird heute von Cadw verwaltet und ist zu besichtigen.

## Anlage
Die ab 1283 erbaute neue Burg wurde als Symbol der englischen Herrschaft über die besiegten Waliser errichtet. Durch den Verzicht auf einen doppelten Mauerring ist ihre defensive Stärke nicht so offensichtlich wie bei Harlech Castle oder Beaumaris Castle, doch von der Architektur ist sie eine der beeindrucktesten Burgen in Wales. Die Stadtmauern und die Befestigung der Burg bildeten eine Einheit, wobei der Burg als Sitz des Governors und der Garnison eine Schlüsselfunktion bei der Verteidigung zukam.
Der Grundriss der mächtigen, langgestreckten Anlage erinnert an eine Sanduhr. Die über 160 m lange Burg wurde ursprünglich an ihrer schmalsten Stelle durch eine Quermauer in einen oberen und einen unteren Burghof geteilt. Die Motte aus dem 11. Jahrhundert wurde in den Bau der Burg integriert, ihr verdankt der östliche Hof seine Form. Erst 1870 wurde der alte Burghügel abgetragen und der Hof eingeebnet. Dadurch liegt der östliche Hof höher als der westliche Burghof. Die teils am Mauerfuß über 6 m starke, etwa 18 m hohe Ringmauer enthält an der Südseite zwei übereinanderliegende Wehrgänge mit zahlreichen Bogenschießscharten, die später ausgeführte Nordmauer ist etwas dünner, einfacher gestaltet und besitzt keine Wehrgänge innerhalb der Mauer. Das Mauerwerk aus hellgrauem Kalkstein wurde vor allem an der Nordseite nach dem Vorbild der Stadtmauer von Konstantinopel mit schmalen Streifen aus rotem Sandstein aufwendig gestaltet. Im Gegensatz zu den anderen neuen Königsburgen in Wales erhielt Caernarfon aus Repräsentationsgründen keine runden, sondern insgesamt sieben große und zwei kleinere achteckige Türme. Auch die Doppeltürme der beiden Torburgen besitzen einen polygonalen Grundriss. Hauptzugang zur Burg ist das der Stadt zugewandte King’s Gate in der Nordmauer. Die mächtige Anlage mit Doppeltürmen, Zugbrücken, mehreren Torflügeln und Gusslöchern wurde nie vollendet, das zweite Obergeschoss ist offen. Geschmückt ist die Torburg mit einer Eduard II. darstellenden Skulptur. Das Queen’s Gate an der südöstlichen Ecke der Anlage war nicht so schwer befestigt, doch auch diese Torburg besitzt Doppeltürme, zwei Zugbrücken und Gusslöcher. Das Tor kann heute nur über eine Rampe erreicht werden, die auf das Niveau der ehemaligen Motte führt. Wie das King’s Gate wurde auch das Queen’s Gate nie fertiggestellt. Im Untergeschoss des Eagle Tower befindet sich ein weiterer Zugang, durch den die Burg vom Fluss aus versorgt werden konnte.

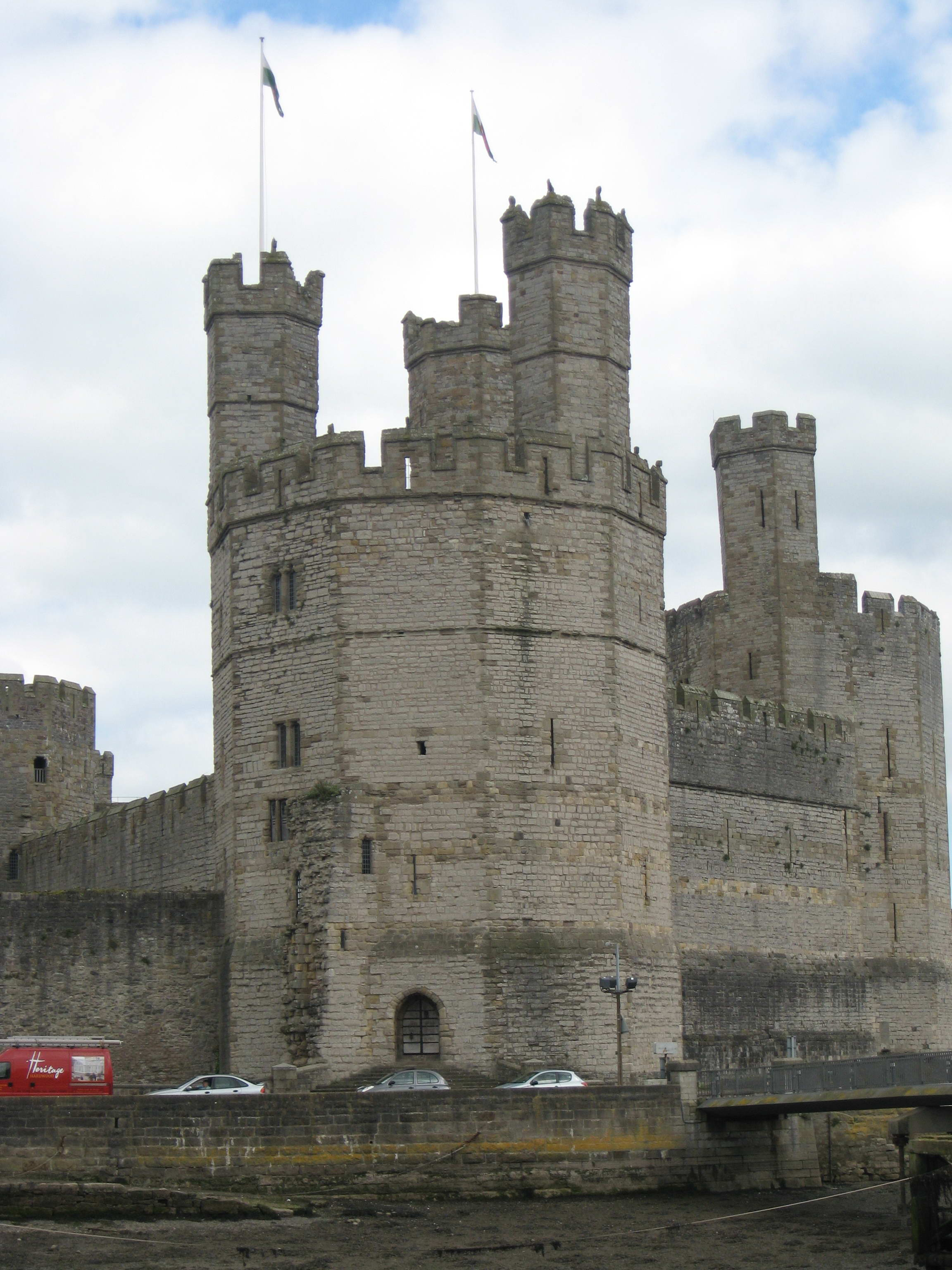
Der Eagle Tower

Der Palas befand sich an der Südseite des westlichen Burghofs zwischen dem Queen’s und dem Chamberlain Tower, von ihm sowie von den an der gegenüberliegenden Küchengebäuden an der Nordseite sind nur noch die Fundamente erhalten, doch die Hauptwohnräume befanden sich im Queen’s Tower sowie im Chamberlain, North-East, Granary und Well Tower. Weitere, teils hölzerne Gebäude waren von innen an die Mauern und teilweise auch an die Türme angebaut, sind jedoch nicht mehr erhalten. Der Hauptwohnturm der Burg, der Eagle Tower, liegt am westlichen Ende der Burg. Der bis zum Zinnenkranz über 28 m hohe Turm besitzt vier Stockwerke und wird von drei Türmchen gekrönt, die mit steinernen Adlerskulpturen als Symbol der königlichen Macht geschmückt sind, so dass der Turm insgesamt 39 m hoch ist. Zum Meer besitzt der Turm eine eigene kleine Pforte, der zugehörige Anlegekai wurde jedoch vermutlich nie vollendet.